# Gonna be the Twin-Tails!!
Gonna be the Twin-Tail!! (俺、ツインテールになります。 Ore, Tsuinteeru ni Narimasu., I Will Become a Twintail.), også kendt som Ore, Twintail ni Narimasu. eller kort OreTwi (俺ツイ), er en japansk light novel-serie skrevet af Yume Mizusawa og illustreret af Ayumu Kasuga. Siden juni 2012 er der udgivet 16 bind af forlaget Shogakukan under mærket Gagaga Bunko. Der er desuden lavet en animeserie af Production IMS, der blev sendt i japansk tv fra 10. oktober til 26. december 2014.
Twin tails (ツインテール tsuinteeru) er en betegnelse for det at have to hestehaler som frisure. På dansk kan det oversættes til dobbelt hestehale.

## Plot
Souji Mitsuka er en almindelig gymnasieelev, der er vild med dobbelte hestehaler. En dag møder han en mystisk pige kaldet Thouars fra en parallelverden, da monstre dukker op i hans by og erklærer, at alle verdens dobbelte hestehaler tilhører dem. Monstrene lever af "tillagte kræfter", menneskers åndelige energi. Thouars betror Souji med Tail Gear, imaginær rustning igangsat af kraftfulde Twin-Tail attributter. Med denne rustning forvandles Souji til Tail Red, en krigerkvinde med dobbelt hestehale, for at beskytte Jorden.

## Figurer
Twintail Warrior Girls (ツインテイルズ関係者 Tsuinteiruzu kankei-sha)
- Souji Mitsuka (観束 総ニ Mitsuka Souji) / Tail Red (テイルレッド Teiru Reddo) - En venlig 15-årig dreng der går på Yougetsu Privatskole, og som er vild med dobbelte hestehaler. En dag møder han en mystisk smuk pige kaldet Thouars fra en parallelverden. På samme tid begynder monstre at dukke op i byen og angribe indbyggerne. Midt i kaosset betror Thouars ham med attributkræfter, der forvandler ham til en krigerkvinde med dobbelt hestehale, kaldet Tail Red. Da Tail Red hurtigt bliver populær, og han var den først Twintail Warrior til at forvandle sig, bliver han leder af Twintails. Hans våben er Sword of Fire, Blazer Blade (炎の剣ブレイザーブレイド Honou no Ken Bureizaa Bureido). I bind 4 får han to forstærkede former, Riser Chain og Faller Chain. Senere får han Ultimate Chain som sin stærkeste form efter at have genvundet sin Twintail Elémera, som han tidligere tabte til Tyranno Guildy.

- Aika Tsube (津辺 愛香 Tsube Aika) / Tail Blue (テイルブルー Teiru Buruu) - En 15-årig pige på Yougetsu Privatskole og Soujis barndomsven. Hun behandler Souji som en lillebror og er ret så beskyttende overfor ham, selvom det senere viser sig, at det er fordi, at hun er forelsket i ham. Aika har et kompleks omkring sin krop, især sine flade bryster. Hun er tilbøjelig til at være voldelig overfor Thouars, der ofte driller hende med hendes bryster. Da hun blev en Twintail Warrior blev hun overvejende hadet af folk, indtil Tail Yellow blev en del af holdet. I kamp har Aika bemærkelsesværdige evner, idet hun blev opdraget af sin bedstefar med kampkunst. Hun er kendt som Tail Blue, når hun forvandler sig, og hendes våben er Spear of Water, Wave Lance (水の槍ウェイブランス Mizu no Yari Weibu Ransu). I bind 8 får hun Eternal Chain.

- Erina Shindou (神堂 慧理那 Shindou Erina) / Tail Yellow (テイルイエロー Teiru Ieroo) - En 16-årig pige på Yougetsu Privatskole og elevrådsformand. Hun er kendt som Tail Yellow, når hun forvandler sig, og hendes våben er Gun of Lightning, Vortex Blaster (雷の銃ヴォルテックスブラスター Kaminari no Juu Vorutekkusu Burasutaa). Hun er er hemmeligt masochist og ekshibitionist og bliver opstemt, når Souji siger hendes navn, hvilket som regel får hende til at kalde ham herre. Da hun blev Twintail Warrior, var hun til at begynde med en fuldstændig hensynsløs kæmper på grund af sin masochisme. Hun var også den eneste af Twintails, der ikke kunne bruge sine kræfter indledningsvis. Det skyldtes at hun afviste dobbelte hestehaler, indtil Souji fik hende til at acceptere dem. I modsætning til Souji og Aika får hendes forvandling hende til at se ældre ud og med større bryster. I bind 7 får hun Absolute Chain.

- Thouars (トゥアール Tuaaru, også oversat som Twoearle) - En mystisk pige der kom til Jorden fra en parallelverden. Hun nyder at drille Aika med sine egne store bryster men får ofte hårde kvæstelser ud af det. Hun blev forelsket i Soji ved første blik og prøver åbenlyst at forføre ham med hans mors godkendelse. Efter at Souji bekæmpede monstrenes første angrebsbølge, besluttede hun sig for at blive elev på Yougetsu Privatskole og omtaler sig selv som Sojis slægtning. Før Thouars kom til Jorden var hun den oprindelige Tail Blue, men hun opgav sine dobbelte hestehaler for at skabe Tail Red gear, efter at hendes verden mistede alle dets attributter.

- Iisuna (イースナ Iisuna) / Anko Iisuna (善沙 闇子 Iisuna Anko) / Tail Black (テイルブラック Teiru Burakku) / Dark Grasper eller Dark Glassper (ダークグラスパー Daaku Gurasupaa) - En pige fra samme landsby i parallelverdenen som Thouars. Hun er hemmeligt en stor fan af Thouars og følger ofte efter hende. Efter at Thouars forsvandt, blev hun medlem af Ultimegil organization under navnet Dark Glassper i et forsøg på at finde hende. Da hun fandt Thouars, forrådte hun Evil Gill. I kamp er hun kendt som Tail Black, og hendes våben er Darkness Grave Moebius. Da hun var medlem af Evil Gill, var hendes våben Sickle Grave of Darkness. Hendes rigtige navn er Iisuna, men når hun arbejder som sanger på Jorden, benytter hun navnet Anko Iisuna.

### Andre
- Miharu Mitsuka (観束 未春 Mitsuka Miharu) - Soujis 36 år gamle mor. Hun er enke og driver cafeen Adolescenza (アドレシェンツァ Adoreshentsa).

- Mikoto Sakuragawa (桜川 尊 Sakuragawa Mikoto) - Erinas 28 år gamle tjenestepige. Hun har påfaldende fysiske evner til trods for sit arbejde som tjenestepige. I perioder arbejder hun som idrætslærer på Yougetsu Privatskole. Hun har for vane at indsætte vielsespapirer i drengenes prøver med sit navn på, eller hun prøver at narre Souji til at sætte sit navn på og viser således tydeligt, at hun er desperat efter at blive gift, før hun fylder 30.

- Mega Neptune Mk. II (メガ・ネプチューン＝MK.II Mega Nepuchuun Maaku Tsuu) - En robot der er Ankos betroede hjælper og fortrolige. Fordi hendes fulde navn er så langt, kalder Anko hende for Megane (japansk for briller), hvilket hun ikke bryder sig om.

- Twintail God ( Tuintairu godo) - En imaginær skabning skabt af Soujis underbevidsthed, der hjælper ham med at genvinde sin kærlighed til dobbelte hestehaler.

- Strawberry Twin (ストロベリーツイン Sutoroberii Tsuin)

- Emu Shindou (神堂 慧夢 Shindou Emu) - Erinas mor og skolens rektor. Hun prøver at arrangere ægteskabsmøder for Erina, hvilket denne dog ikke bryder sig om. Da Souji tager tager Erina i forsvar, kan Emu lide ham og accepterer ham som Erinas kommende mand til de andres pigers chok.

### Ultimegil
Ultimegil (アルティメギル Arutimegiru) er en organisation af spøgelsesmonstre kaldet Eremerian, der spænder over forskellige verdener i jagten på "attributter". Efter at have opdaget at Jorden er rig på "attributter", begynder de at kolonisere den og lægge planer om at erobre den. Selvom de er skurke er de fleste af dem ret komiske og opfører sig nærmest som otakuer, der beundrer søde piger, samler dukker og endda synes vældig godt om Twintail Warriors.
- Draggildy (ドラグギルディ Doragugirudi) - Lederen af Ultimegil, der har en fetich for dobbelte hestehaler. Han blev besejret af Tail Red i afsnit 4.
- Lizadgildy (リザドギルディ Rizadogirudi) - En eremerian soldat der har en fetich for piger der holder dukker. Han blev besejret af Tail Red i afsnit 1.
- Turtlegildy (タトルギルディ Tatorugirudi) - En eremerian soldat der har en fetich for bloomers. Han blev besejret af Tail Red i afsnit 2.
- Foxgildy (フォクスギルディ Fokusugirudi) - En eremerian soldat der har en fetich for hårsløjfer. Han blev besejret af Tail Blue i afsnit 3.
- Swangildy (スワンギルディ Suwangirudi) - En eremerian soldat der har en fetich for sygeplejesker.
- Tigergildy (タイガギルディ Taigagirudi) - En eremerian soldat der har en fetich for badedragter. Han blev besejret af Tail Blue i afsnit 5.
- Sparrowgildy (スパロウギルディ Suparougirudi)
- Krakengildy (クラーケギルディ Kuraakegirudi) - En eremerian soldat der har en fetich for små bryster. Han blev besejret af Tail Yellow i afsnit 6.
- Leviagildy (リヴァイアギルディ Rivaiagirudi) - En eremerian soldat der har en fetich for store bryster. Han blev besejret af Tail Blue i afsnit 6.
- Buffalogildy (バッファローギルディ Baffaroogirudi) - En eremerian soldat der har en fetich for gigantiske bryster. Han blev besejret af Tail Blue i afsnit 5.
- Crabgildy (クラブギルディ Kurabugirudi) - En eremerian soldat der har en fetich for nakker. Han blev besejret af Tail Blue i afsnit 6.
- Papillongildy (パピヨンギルディ Papirongirudi) - En eremerian soldat der har en fetich for læber. Han blev besejret af Tail Yellow i afsnit 7.
- Alligatorguildy (アリゲギルディ Arigegigirudi)
- Hedgehogguildy
- Kerberosguildy (ケルベロスギルディ Keruberosugirudi) - En eremerian soldat der har en fetich for fletninger.
- Owlgildy (オウルギルディ Ourugirudi) - En eremerian soldat der har en fetich for litteratur. Han blev besejret af Tail Red i afsnit 8.
- Spidergildy - En eremerian soldat der har en fetich for crossdressende drenge.
- Fleagildy - En eremerian soldat der har en fetich for ben.
- Wormgildy (ワームギルディ Waamugirudi) - En eremerian soldat der har en fetich for crossdressing.
- Snailgildy

## Light novels
Ore, Twintail ni Narimasu. begyndte som en light novel-serie skrevet af Yume Mizusawa og illustreret af Ayumu Kasuga. Mizusawa indsendte oprindelig den første roman i serien, oprindelig med titlen Sore wa, Twintail no Isekai (それは、ついんてーるの異世界), til Shogakukans sjette Shogakukan Light Novel Pris i 2011, hvor romanen vandt. Den første roman blev udgivet af Shogakukan 19. juni 2012 under deres mærke Gagaga Bunko, og der er pr. 18. oktober 2018 udkommet i alt 16 romaner.

## Anime
En animeserie produceret af Production IMS og instrueret af Hiroyuki Kanbe blev sendt i japansk tv fra 10. oktober til 26. december 2014. Introsangen "Gimme! Revolution" (ギミー!レボリューション Gimii! Reboryuushon) blev sunget af Maaya Uchida (Thouars), mens slutsangen "Twin-Tail Dreamer!" (ツインテール・ドリーマー! Tsuinteeru Doriimaa!!) blev sunget af Sumire Uesaka (Tail Red), Yuuka Aisaka (Tail Blue) og Chinatsu Akasaki (Tail Yellow). Begge sange blev udsendt som single-cd'er 22. oktober 2014. Animeserien bliver streamet i Nordamerika af Funimation, i Mellemøsten, Nordafrika og Europa (undtagen Storbritannien og Skandinavien) af Crunchyroll og i Australien og New Zealand af AnimeLab.

### Stemmer
- Nobunaga Shimazaki - Souji Mitsuka
- Sumire Uesaka - Tail Red
- Yuuka Aisaka - Aika Tsube / Tail Blue
- Chinatsu Akasaki - Erina Shindou / Tail Yellow
- Maaya Uchida - Thouars
- Youko Hikasa - Anko Isuna / Tail Black
- Hiromi Igarashi - Miharu Mitsuka
- Mao Ichimichi - Mikoto Sakuragawa
- Yukari Tamura - Mega Neptune Mk. II
- Shuichi Ikeda - Twintail God
- Rie Kugimiya - Strawberry Twin
- Kikuko Inoue - Emu Shindou
- Tetsu Inada - Draggildy
- Tesshou Genda - Lizadgildy
- Takaya Kuroda - Turtlegildy
- Toshihiko Seki - Foxgildy
- Nobuyuki Hiyama - Swangildy
- Kenichirou Matsuda - Tigergildy
- Choo - Sparrowgildy
- Juurouta Kosugi - Krakengildy
- Tooru Ookawa - Leviagildy
- Ryouta Takeuchi - Buffalogildy
- Shin-ichiro Miki - Papillongildy
- Hidefumi Takemoto - Alligatorguildy
- Kenta Sasa - Hedgehogguildy
- Kanehira Yamamoto - Kerberosguildy
- Mitsuo Iwata - Owlgildy
- Nobunaga Shimazaki - Crabgildy
- Shou Hayami - Spidergildy
- Taiten Kusunoki - Fleagildy
- Mika Kanai - Wormgildy
- Nobutoshi Kanna - Snailgildy

### Afsnit
Afsnittene blev sendt som en del af tv-programmerne for torsdag men efter midnat, dvs. reelt fredag. I nedenstående oversigt er angivet datoerne for fredag.
| # | Titel                                                                                             | Sendt første gang |
| --- | ------------------------------------------------------------------------------------------------- | ----------------- |
| |                                                                                                   |                   |
| 1 | "Earth is a Twin-Tail World" "Chikyuu wa tsuinteeru no hoshi" (地球はツインテールの星)            | 10. oktober 2014  |
| Souji Mitsuka og hans barndomsven Aika Tsube starter på deres første år på Yogetsu Gymnasium. Efter skole møder de Thouars, der giver Souji evnen til at forvandle sig til Tail Red, der viser sig at være kvindelig. |                                                                                                   |                   |
| 2 | "A Twin-Tail Mystery?!" "Tsuinteeru na nazo" (ツインテールな謎!?)                                 | 17. oktober 2014  |
| Souji og Aika hører om Thouars' fortid. Soujis mor overhører det hele og giver Thouars lov til at bygge en base under huset. Tail Red tager til en ny skole for at redde dem fra Turtlegildy, blot for at blive omsværmet efter at have besejret ham. |                                                                                                   |                   |
| 3 | "The Azure Surge! Tail Blue" "Aoki dotou! Teiru buruu" (青き怒濤！テイルブルー)                   | 24. oktober 2014  |
| Thouars viser Souji, Aika og Soujis mor den hemmelige base. Imens dukker der monstre op hver dag. Tail Red tager af sted for at kæmpe mod Foxgildy men har svært ved at slå ham. Thouars giver Aika evnen til at forvandle sig til Tail blue og besejre ham. |                                                                                                   |                   |
| 4 | "Ferocity--Twin Battle!" "Gekiretsu tsuinbatoru" (激烈ツインバトル)                               | 31. oktober 2014  |
| Erina fortæller Souji og Aika, at klubben for dobbelte hestehaler er blevet godkendt. Hjemme modtager Thouars en stærk måling og sender Souji af sted for at tage sig af det, mens Aika tager et brusebad. Tail Red kæmper mod Draggildy, som Thouars er bange for. Draggildy fortæller Souji og Aika, der er dukket op, at deres status som berømtheder vil få alle til at ønske sig dobbelte hestehaler, hvilket vil gøre det nemmere for dem at ødelægge planeten. Thouars afslører at hun engang var Tail Blue, men at hendes planet blev ødelagt på grund af hendes stolthed. Kampen bliver genoptaget med Tail Red, der kæmper mod Draggildy, mens Tail Blue besejrer Ultrigiods. De vinder begge deres kamp, da Draggildy ønsker at se Tail Red igen. |                                                                                                   |                   |
| 5 | "The Third Twin-Tail!" "Sanninme no Tsuinteeru!" (三人目の戦士！)                                 | 7. november 2014  |
| Souji og Aika bliver bekymrede over, at Erina kender deres hemmelige identitetet, da hun ser Soujis Tail Gear, der usynligt for almindelige mennesker, indtil de forvandler sig. Da Tail Red følfer Erina i sikkerhed, afslører hun, at hun ved, at hun er Souji. Thouars giver Erina evnen til at forvandle sig til Tail Yellow. Ultimegil får en ny leder, der viser sig at være et menneske. |                                                                                                   |                   |
| 6 | "Break Release!! Tail Yellow" "Bureiku Reriizu! Teiru ieroo" (完全解放！テイルイエロー)           | 14. november 2014 |
| Tail Yellow har svært ved at kæmpe med sine skydere. Bagefter afslører hun, at hun hader dobbelte hestehaler og kun bærer dem, fordi hendes mor tvinger hende til det. Aika tager af sted for at tage sig af Krakegildy og Leviagildy, mens Souji og Erina laver noget træning. De får et opkald fra Tail Blue, om at hun er i problemer, men da de kommer til, bliver de næsten udslettet. Tail Blue besvimer og Krakegildy binder Tail Red, så Tail Yellow må besejre ham alene. Efter kampen sover Tail Blue og Tail Yellow, men Dark Grasper dukker op iført glass gear og kalder Tail Red for Thouars. |                                                                                                   |                   |
| 7 | "A Passionate Debut! Dark Glassper" "Netsuretsu Debyuu! Daaku Gurasupaa" (熱烈見参！暗黒眼鏡女子) | 21. november 2014 |
| 8 | "Erina's First..." "Erina, Hajimete no..." (慧理那、はじめての…)                                  | 28. november 2014 |
| 9 | "Smash!! Chaosic Infinite" "Uchiyabure! Kaoshikku Infinitto" (打ち破れ! 暗黒幻夢)                 | 5. december 2014  |
| 10 | "How Come?! I'm In Bad Shape" "Nazeda! ? Ore, zetsufuchou" (なぜだ！？俺、絶不調)                 | 12. december 2014 |
| Tail Red, Tail Blue og Tail Yellow kæmper mod Spidergildy, der har en fetich for crossdressende drenge. Tail Red bliver slået ind i en væg, efter hendes aura fejler. På vej til skole er Souji mere opmærksom på Aika end på hendes dobbelte hestehaler. Næste dag finder Aika en sovende pige i Souji seng, som hævder at være Souji. |                                                                                                   |                   |
| 11 | "Red on the Ropes" "Reddo zettaizetsumei" (レッド絶体絶命)                                        | 19. december 2014 |
| Soujis tail gear fejler og forvandler ham til en pige, der ikke er Tail Red. |                                                                                                   |                   |
| 12 | "Twin-Tails Forever" "Tsuinteeru yo towa ni" (ツインテールよ永遠に)                               | 26. december 2014 |

## Cd'er
| Titel | Udgivet           | Kodenr.    | Type        | Indhold og bemærkninger                                                                    |
| --- | ----------------- | ---------- | ----------- | ------------------------------------------------------------------------------------------ |
| Maaya Uchida 2nd Single Gimme! Revolution (内田真礼 2ndシングル ギミー! レボリューション Uchida Maaya 2nd Shinguru Gimii! Reboryuushon)                                                                                                 | 22. oktober 2014  | PCCG-70230 | Maxi-single | Single med introsangen Gimme! Revolution.                                                  |
| Maaya Uchida 2nd Single Gimme! Revolution (内田真礼 2ndシングル ギミー! レボリューション Uchida Maaya 2nd Shinguru Gimii! Reboryuushon)                                                                                                 | 22. oktober 2014  | PCCG-1432  | Cd + dvd    | Single med introsangen Gimme! Revolution og vedlagt dvd.                                   |
| Twin-Tail Dreamer! (ツインテール・ドリーマー! Tsuinteeru Doriimaa!) | 22. oktober 2014  | PCCG-70223 | Maxi-single | Single med slutsangen Twin-Tail Dreamer! (ツインテール・ドリーマー! Tsuinteeru Doriimaa!). |
| Ore, Twintail ni Narimasu. Character Song Red Braver (俺、ツインテールになります。 キャラクターソングシリーズ赤盤 "レッドブレイバー" Ore, Tsuinteeru ni Narimasu. Kyarakutaa Songu Shiriizu Aka Sara "Reddo Bureibaa")                  | 22. november 2014 | PCCG-70233 | Maxi-single | Single med Sumire Uesaka som Tail Red.                                                     |
| Ore, Twintail ni Narimasu. Character Song Blue Emotion (俺、ツインテールになります。』キャラクターソングシリーズ青盤 "ブルー・エモーション Ore, Tsuinteeru ni Narimasu. Kyarakutaa Songu Shiriizu Ao Sara "Burii Emooshon")             | 22. november 2014 | PCCG-70234 | Maxi-single | Single med Yuuka Aisaka som Aika Tsube/Tail Blue.                                          |
| Ore, Twintail ni Narimasu. Character Song Judgement of Yellow (俺、ツインテールになります。』キャラクターソングシリーズ黄盤 "JUDGEMENT OF YELLOW" Ore, Tsuinteeru ni Narimasu. Kyarakutaa Songu Shiriizu Ki Sara "Judgement of Yellow") | 22. november 2014 | PCCG-70235 | Maxi-single | Single med Chinatsu Akasaki som Erina Shindou/Tail Yellow.                                 |
| Ore, Twintail ni Narimasu. Character Song Wite Black (俺、ツインテールになります。 キャラクターソング白黒盤 Ore, Tsuinteeru ni Narimasu. Kyarakutaa Songu Shirokuro Sara)                                                               | 17. december 2014 | PCCG-70238 | Maxi-single |                                                                                            |
| Ore, Twintail ni Narimasu. Character Song EX Tail On! Twin-Tails (俺、ツインテールになります。 挿入歌 "テイルオン!ツインテイルズ" Ore, Tsuinteeru ni Narimasu. Sounyuuka "Teiru On! Tsuinteiruzu")                                      | 17. december 2014 | PCCG-70239 | Maxi-single |                                                                                            |
| Ore, Twintail ni Narimasu. Original Soundtrack (俺、ツインテールになります。 オリジナルサウンドトラック Ore, Tsuinteeru ni Narimasu. Orijinaru Saundotorakku)                                                                           | 26. december 2014 | PCCG-1439  | Soundtrack  |                                                                                            |

## Anmeldelser
Animeserien blev udsendt i et kombineret blu-ray- og dvd-sæt i Nordamerika 7. juni 2016, der efterfølgende blev anmeldt af Rebecca Silverman for Anime News Network. Hun betegnede den som "en af de mærkelige otaku-parodier i de seneste år." Den gjorde brug af stereotyper men gav nogle af dem nogle velkomne drejninger. Historien som sådan var noget tynd, men som parodi havde den sine øjeblikke, og for det meste levede den op til sit ønske om, at seerne skulle have det sjovt.